# Армійська група «Штудент»
Армійська група «Штудент» (нім. Armeegruppe Student) — армійська група, оперативне угруповання вермахту на Західному фронті за часів Другої світової війни. 11 листопада 1944 армійська група була перетворена на групу армій «H».

## Історія
Армійська група «Штудент» була вперше утворена 30 жовтня 1944 року на базі 1-ї парашутної армії Вермахту під командуванням генерал-полковника Курта Штудента.

## Райони бойових дій
- Нідерланди (30 жовтня — 10 листопада 1944);
- Німеччина (28 березня — 10 квітня 1945).

## Командування

### Командувачі
- генерал-полковник Курт Штудент (нім. Kurt Student) (30 жовтня — 10 листопада 1944 та 28 березня — 10 квітня 1945).

## Бойовий склад армійської групи «Штудент»
- 1-ша парашутна армія (1. Fallschirm-Armee);
- 15-та армія (15. Armee);
- Командування військами Вермахту «Нідерланди» (Wehrmachtbefehlshaber Niederlande )